# 24 Piscium
24 Piscium är en orange ljusstark jätte i Fiskarnas stjärnbild.
Stjärnan har visuell magnitud +5,94 och är svagt synlig vid god seeing. 24 Piscium befinner sig på ett avstånd av ungefär 450 ljusår.